# تيلز أدفنشر
تايلرز أدفانتشر (بالإنجليزية: Tails Adventure ؛ باليابانية: テイルスアドベンチャー
)، هي لعبة فيديو من نوع منصات، تم تطويرها من شركة أسبكت كو اليابانية، ونشرها شركة سيغا، صدرت اللعبة في الأسواق سنة 1995، وتعمل حصراً لمنصة غيم غير.

## روابط خارجية
- تيلز أدفنشر على موقع IMDb (الإنجليزية)